# Alex Mineiro
Alexander Pereira Cardoso (Belo Horizonte, Minas Gerais, 15 de marzo de 1975) es un exfutbolista brasileño.

## Clubes
| Club                   | País   | Año       |
| ---------------------- | ------ | --------- |
| América Mineiro        | Brasil | 1995-1997 |
| Cruzeiro               | Brasil | 1997      |
| EC Vitória             | Brasil | 1998      |
| Esporte Clube Bahia    | Brasil | 1999-2000 |
| Atlético Paranaense    | Brasil | 2000-2003 |
| Tigres UANL            | México | 2003-2004 |
| Clube Atlético Mineiro | Brasil | 2004-2005 |
| Atlético Paranaense    | Brasil | 2005      |
| Kashima Antlers        | Japón  | 2005-2007 |
| Palmeiras              | Brasil | 2008      |
| Grêmio                 | Brasil | 2009      |
| Atlético Paranaense    | Brasil | 2009-2010 |

## Palmarés

### Campeonatos nacionales
| Título                         | Club                | País   | Año  |
| ------------------------------ | ------------------- | ------ | ---- |
| Campeonato Brasileño de Fútbol | Atlético Paranaense | Brasil | 2001 |
| Campeonato Paranaense          | Atlético Paranaense | Brasil | 2001 |
| Campeonato Paranaense          | Atlético Paranaense | Brasil | 2002 |
| Campeonato Paranaense          | Atlético Paranaense | Brasil | 2005 |
| Campeonato Paulista            | Palmeiras           | Brasil | 2008 |

### Copas internacionales
| Título                       | Equipo (*) | País   | Año  |
| ---------------------------- | ---------- | ------ | ---- |
| Copa Libertadores de América | Cruzeiro   | Brasil | 1997 |